# Iavkîne, Baștanka
Iavkîne (în ucraineană Явкине) este localitatea de reședință a comunei Iavkîne din raionul Baștanka, regiunea Mîkolaiiv, Ucraina.

## Demografie
Componența lingvistică a localității Iavkîne
     Ucraineană (67,22%)
     Rusă (30,27%)
     Română (1,73%)
     Alte limbi (0,29%)
Conform recensământului din 2001, majoritatea populației localității Iavkîne era vorbitoare de ucraineană (67,22%), existând în minoritate și vorbitori de rusă (30,27%) și română (1,73%).